# Камал Хасан
Камал Хасан (англ. Kamal Haasan, там. கமல்ஹாசன், гінді कमल हासन; нар. 7 листопада 1954, Парамакуді,  Раманатхапурам, Тамілнад, Індія) — індійський актор, продюсер, політик, сценарист, режисер, закадровий співак і поет, що працює загалом в Коллівуді. Володар численних нагород, у тому числі 4  Національних кінопремій, Filmfare Award за найкращу чоловічу роль, 17 Filmfare Awards South.

## Біографія
Камал Хасан народився 7 листопада 1954 року в родині тамільського брахмана в місті  Парамакуді округу  Раманатхапурам  південно-індійського штату Тамілнад. Його батько Д. Стрінівасан, юрист за професією, був борцем за свободу. Його брати Чарухасан (р. 1930) і Чандрахасан (р. 1936) також юристи за професією. Чарухасан також знімався в кіно з 1980 року. У Камала Хасана також є сестра по імені Наліна (р. 1946), яка працювала танцівницею. Був тричі одружений, має двох дочок.
Вперше на екранах він з'явився в 6-річному віці. У 13 років він кинув школу і записався в театральну групу. Вся акторська життя Камала Хасана пройшла на кіностудіях Мадраса (нині Ченнаї). Після успішного дебюту у фільмі на хінді «Створені один для одного» (1981 р) він став «зіркою» Всеіндійського масштабу. У 1983 році на кінофестивалі в Делі за роль у стрічці «Третя ніч після молодика» він був названий найкращим актором Індії.

## Фільмографія
| Рік  |   | Українська назва | Оригінальна назва | Роль                             |
| ---- | - | ---------------- | ----------------- | -------------------------------- |
| 1986 | ф | Вікрам           | Vikram            | Арун Кумар Вікрам (головна роль) |
| 2022 | ф | Вікрам           | Vikram            | Арун Кумар Вікрам (головна роль) |